# Izabela I. Kastiljska
Izabela I. Kastiljska imenovana tudi Izabela Katoliška, kraljica Kastilije in Aragonije, * 22. april 1451, Madrigal de las Altas Torres, † 26. november 1504. 
Skupaj s svojim možem, Ferdinandom II. Aragonskim predstavlja prelomnico na Iberskem polotoku. Poroka Izabele in Ferdinanda je pomenila združitev Kastilije in Aragonije.

### Zgodnje življenje
Izabela je bila hči Ivana II. Kastiljskega in njegove druge žene, Izabele Portugalske. Tri leta po njenem rojstvu je njen brat Henrik IV postal kralj. Imela je še mlajšega brata Alfonsa, ki je bil naslednji na vrsti za prestol. Svojo mladost preživela je Izabela z mamo v Arévalu. Že v mladosti se je začela zanimati za politiko. Njena učiteljica je bila Beatriz Galindo, profesorica filozofije, retorike in medicine na Univerzi v Salamanci. 
Ker je bila dedinja Kastilije, je vprašanje o njeni poroki kmalu postalo snov za povečanje diplomatske aktivnosti doma in v tujini. Portugalska, Aragonija in Francija so predlagale kandidate za poroko. Henrik je svojo polsestro hotel poročiti z Afonzom V., kraljem portugalske. Ampak Izabela se je odločila za Ferdinanda Aragonskega in se v oktobru leta 1469 brez odobravanja Henrika z njim poročila v palači Juan de Vivero, v Valladolidu. Poročil ju je papež Aleksander VI. Kralj je zatrjeval, da Izabela ni spoštovala krone, s tem ko se je poročila s Ferdinandom brez kraljeve privolitve. Zato je zavrnil Izabelino zahtevo po prestolu in na prednost postavil svojo hči, Joano. Po Henrikovi smrti leta 1474 se je začela vojna za nasledstvo, ki je trajala do leta 1479, ko je bila Izabela priznana za kraljico Kastilije.

### Vladanje
Izabelo je odpirala skupina kastiljskih plemičev, med drugim kardinal Pedro González de Mendoza. Na drugi stani pa je imela Joana podporo nadškofa Toleda in Alfonza V. Portugalskega. Slednji je priganjal v napad in tam naj bi se poročil z Joan. Vojna za nasledstvo je trajala do 1479, ko je bila Izabela priznana za kraljico Kastilije.
Prva štiri leta vladanja je bila Izabela zaposlena z branjenjem države, potekala je državljanska vojna, v kateri so bili poraženi njeni kastiljski nasprotniki in portugalski kralj. Ob smrti Ivana II. Aragonskega sta se kraljestvo Kastilija in Aragonija združili.
Španija se je predstavljala kot enotna država, vendar je bilo stanje v državi daleč od učinkovitega političnega združevanja. Ferdinand je najprej leta 1475 postavil Izabelo za dedinjo Aragonije in javno povedal prednosti, ki bi jih ta poteza prinesla Kastiliji. Vsako kraljestvo naj bi še vseeno zadeve urejalo v skladu s svojimi institucijami. Cilj dveh vladarjev je bil končati dolg proces imenovan rekonkvista. To naj bi končala s prevzemom Granade - zadnjega muslimanskega oporišča v Španiji. Na koncu pa se je osvajanje (ki se je začelo leta 1482) izkazalo za težavno. Izabela je pokazala veliko zanimanje pri vodenju vojne in zdelo se je, da je bila odgovorna za izboljšanje metod oskrbe in za uveljavitev vojaške bolnišnice. Leta 1491 je Ferdinand začel poveljevat v Santa Feju in tam ostal do padca Granade 2. januarja 1492.
Kraljico je obiskal tudi Krištof Kolumb, da bi si pridobil pravico za potovanje. Kraljico je prepričal, da je financirala njegovo potovanje in raziskovanje. Pogoje, pod katerimi se je Kolumbova odprava v Indijo lahko zgodila so bili pripravljeni 17. aprila 1492. Novi svet, ki je bil odkrit, je bil priključen Kastiliji. Kraljica je v širjenju ozemlja videla tudi idealno priložnost za širjenje krščanske vere. Zanimala se je v ameriške domorodce, zahtevala je celo njihovo osvoboditev (nekatere ameriške domorodce so odpeljali v Španijo, kjer so delali kot sužnji). Njena želja je bila, da se Indijance obravnava kot ostale, pravično. 
Izabela je bila zelo zainteresirana za izobraževanje in religijo. Ko je dopolnila 30 let, se je naučila latinsko in izobraževala ne samo svoje sinove, temveč tudi hčerke. Spodbujala je znanstvenike, kot je Pietro Martine d'Anghiera, ki ga je postavila na vrh šole za plemiške otroke. Normalno je veliko izjemnih znanstvenikov delalo za dvor (Antonio de Nebrija - Gramática Castellana). Bila je mecen umetnosti in šolanja. Ustanavljala je izobraževalne institucije in stavbe za zbiranje umetnosti.

### Katoliška monarhija
Leta 1480 sta Izabela in Ferdinand vpeljala špansko inkvizicijo, kar je bila ena od mnogih sprememb, kar zadeva vlogo cerkve. Inkvizicija se je zanimala predvsem za Jude in muslimane, ki so se spreobrnili v katolike, ampak so še vseeno na skrivaj imeli svoja verska prepričanja, vero. Ti spreobrnjenci se imenujejo morranos in moriscos. Papež je Izabelo in Ferdinanda poimenoval kot Katoliška monarha zaradi njunega 'čiščenja' vere. Načrt Izabele in Ferdinanda je bil združitev Špancev z izgonom muslimanov, ki so se razširili po Španiji. Leta 1492 je Granada, muslimansko kraljestvo, padla v Izabeline in Fernandove roke. Cilj obeh vladarjev je bil končati ta dolg proces rekonkviste.
Zadnje desetletje njenega vladanja je imelo temno ozadje zaradi smrti njenega edinega sina in dediča Juana (1497), njene hčerke Izabele (1498) in njenega vnuka Miguela (1500). Tako je njena hči Joana, žena Filipa I in mati Charlesa V postala dedinja. Kraljici to ni bilo najbolj po godu saj je Joana že naslednje leto začela kazati znake duševnega neravnovesja.
Eden izmed večjih dosežkov Izabele v zadnjem desetletju vladanja je prav gotovo razširitev oblasti nad vojaškimi ukazi Alcantare, Calatrave in Santiaga. To je dalo je je dalo večji nadzor pokroviteljstvo in premoženje. Skozi celo njeno vladanje si je Izabela prizadevala tudi za krepitev kraljevske oblasti na račun Cortesa (španskega parlamenta) in mest.

### Zaključek
Dober razum in diplomacija so odražali Izabelino voljo. Odšla je brez da bi pustila kakšne spomine, zato je njena volja v mnogih pogledih najboljša slika nje same. V njej se povzamejo njene želje in zavest, kot tudi njen politični program- enotnost držav Iberskega polotoka, vzdrževanje nadzora nad Gibraltarsko ožino in politiko širitve muslimanov v Severni Afriki. Jasno je, da je Izabela za svoje naslednike pustila izjemen dokument. To znanstvenikom dokazuje, da je imela Izabela zelo pomembno mesto.